# Ludolfshausen

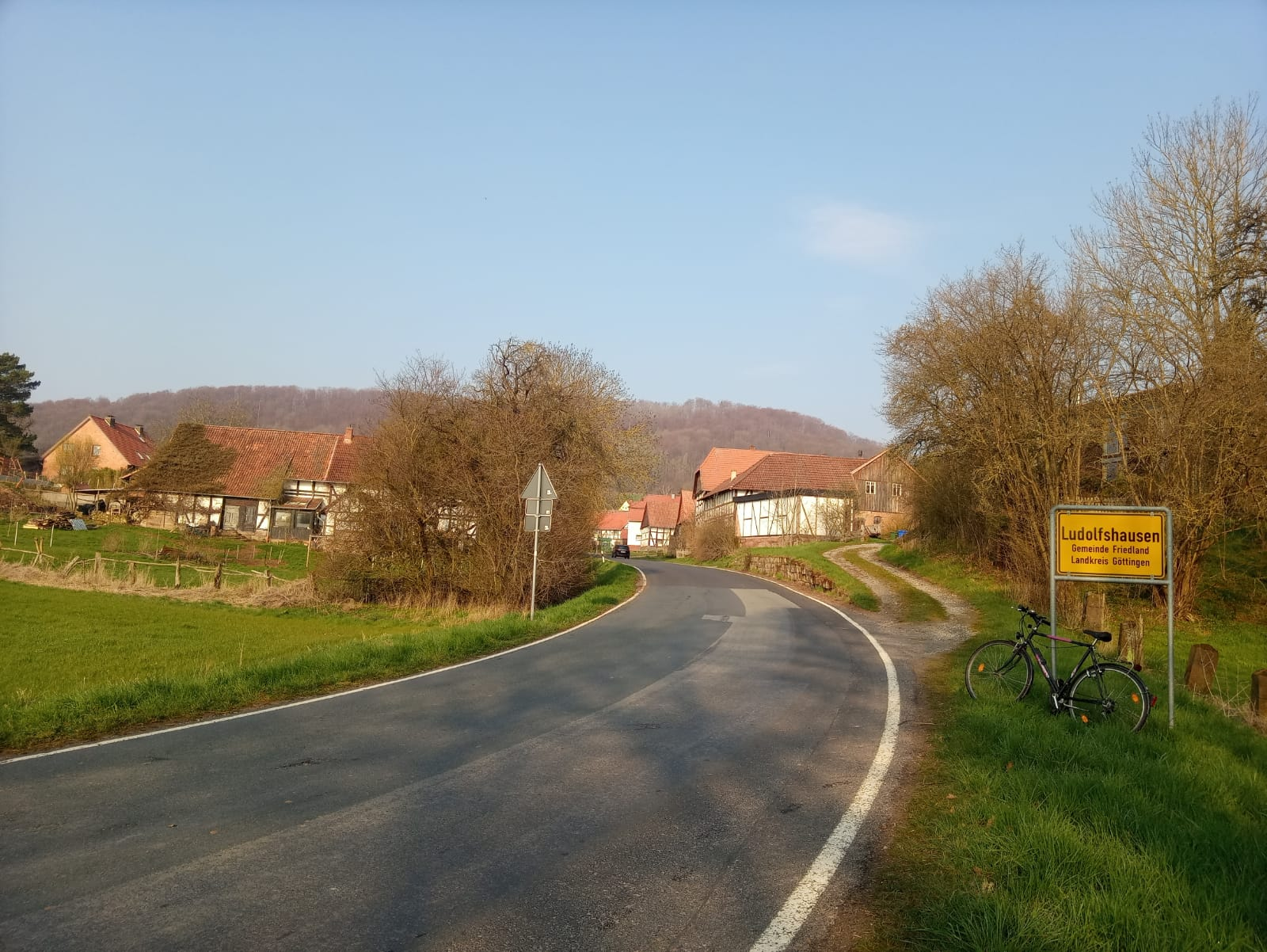
Ortseingang Ludolfshausen

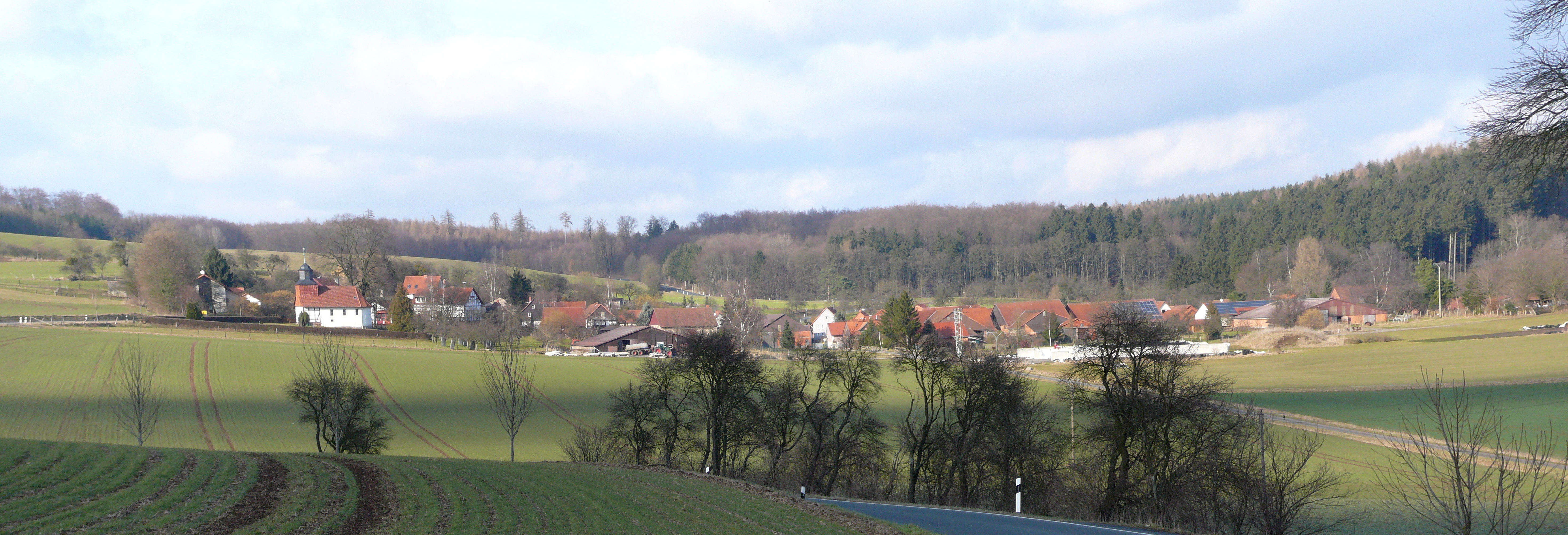
Südansicht des Ortes

Ludolfshausen ist ein Ortsteil der Gemeinde Friedland im niedersächsischen Landkreis Göttingen. Es ist die kleinste Ortschaft der Gemeinde. Auf einer Fläche von 2,55 km² leben 64 Einwohner (Stand 31. Dezember 2023).

## Lage
Ludolfshausen liegt im Naturraum Reinhäuser Wald 5 km entfernt östlich vom Ortskern von Friedland. Die Bundesautobahn 38 verläuft südlich in 3 km Entfernung. 400 Meter östlich und südöstlich des Ortes fließt der Schleierbach, 500 Meter westlich liegt der Fritzeberg.

## Geschichte
Der Ort wurde 998 erstmals urkundlich erwähnt. In den unmittelbaren Folgejahren lässt sich Königsgut in Ludolfshausen belegen, da Konrad II. 1032 quidquid praedii hanuimus in villa Liudulueshusen in pago Lacni in comitatu Herimanni an das Bistum Paderborn schenkt. Von dem, im Ort eingesessenen Geschlecht derer von Ludolfshausen ging der Ort 1369 in den Besitz derer von Hanstein über. Vormals hatten die Hansteiner das Dorf als Lehen inne. Sie verpfändeten es 1477 an das Kloster Reinhausen. Im Zuge der spätmittelalterlichen Wüstungsperiode fiel der Ort zeitweilig wüst, sodass die dem Dorf gehörende Flur am Ende des 15. Jahrhunderts von dem benachbarten Dorf Reiffenhausen bewirtschaftet wurde. Die verbliebene Feldmark betrug damals lediglich noch eine Hufe, alles übrige Land war als Viehweide an das Kloster Reinhausen verpachtet worden. Spätestens 1530 gab das Kloster die Weidenutzung auf, da das Vieh des Öfteren von wilden Tieren gerissen wurde. Es entwickelte sich daraufhin eine dicke Holzung, welche die gesamte Flur bedeckte. Jobst von Hanstein, Grundherr von Ludolfshausen, bot erfolglos den Einwohnern von Reiffenhausen das Land zu einem billigen Kauf auf Erbzins an. Siedler aus Westfalen, die sich in Ludolfshausen niederließen, blieben ebenfalls nur für kurze Zeit, da auch sie sich über die großen Verluste im Viehbestand beklagten. Die Wiederbesiedlung gelang erst, als die neuen Bewohner sich auf den Getreideanbau konzentrierten. In der Zeit, als 1553 Daniel von Mainz auf das Eichsfeld kam, huldigten die Hansteiner ihm und ließen sich von Erzbischof Daniel ihren früheren Besitz über Ludolfshausen aufzeichnen, da sie den Ort für ein vom Erzbistum Mainz an sie übertragenes Lehen ansahen. Ab dem späten 16. Jahrhundert besann sich das Herzogtum Braunschweig auf eine Hoheit über Ludolfshausen. Man argumentierte damit, dass der Ort vollständig vom Braunschweiger Territorium eingeschlossen sei und an keiner Stelle an das mainzische Amt Rusteberg, zu dem es gerechnet werden solle, rührt. Weiterhin nahmen die Braunschweiger an, dass Ludolfshausen kein Lehen der Hansteiner seitens Mainz war, sondern dass die Hansteiner ursprüngliche Eigentümer des Ortes waren. Oberamtmann Wissel entgegnete mit der Kopie einer Urkunde über den Verkauf Ludolfshausens durch die von Ludolfshausen an die von Hanstein. Weder die Argumente von Mainz noch von Braunschweig brachten eine Entscheidung über die Frage der Landeshoheit.
Am 1. Januar 1973 wurde Ludolfshausen in die Gemeinde Friedland eingegliedert.

## Sehenswürdigkeiten
- Die über 200 Jahre alte Peterslinde vor der Kirche
- Der von Linden gesäumte historische Thieplatz in der Dorfmitte
- Eine noch gut erhaltene Sandsteinbogenbrücke aus dem Jahr 1878 am Ortsausgang in Richtung Lichtenhagen

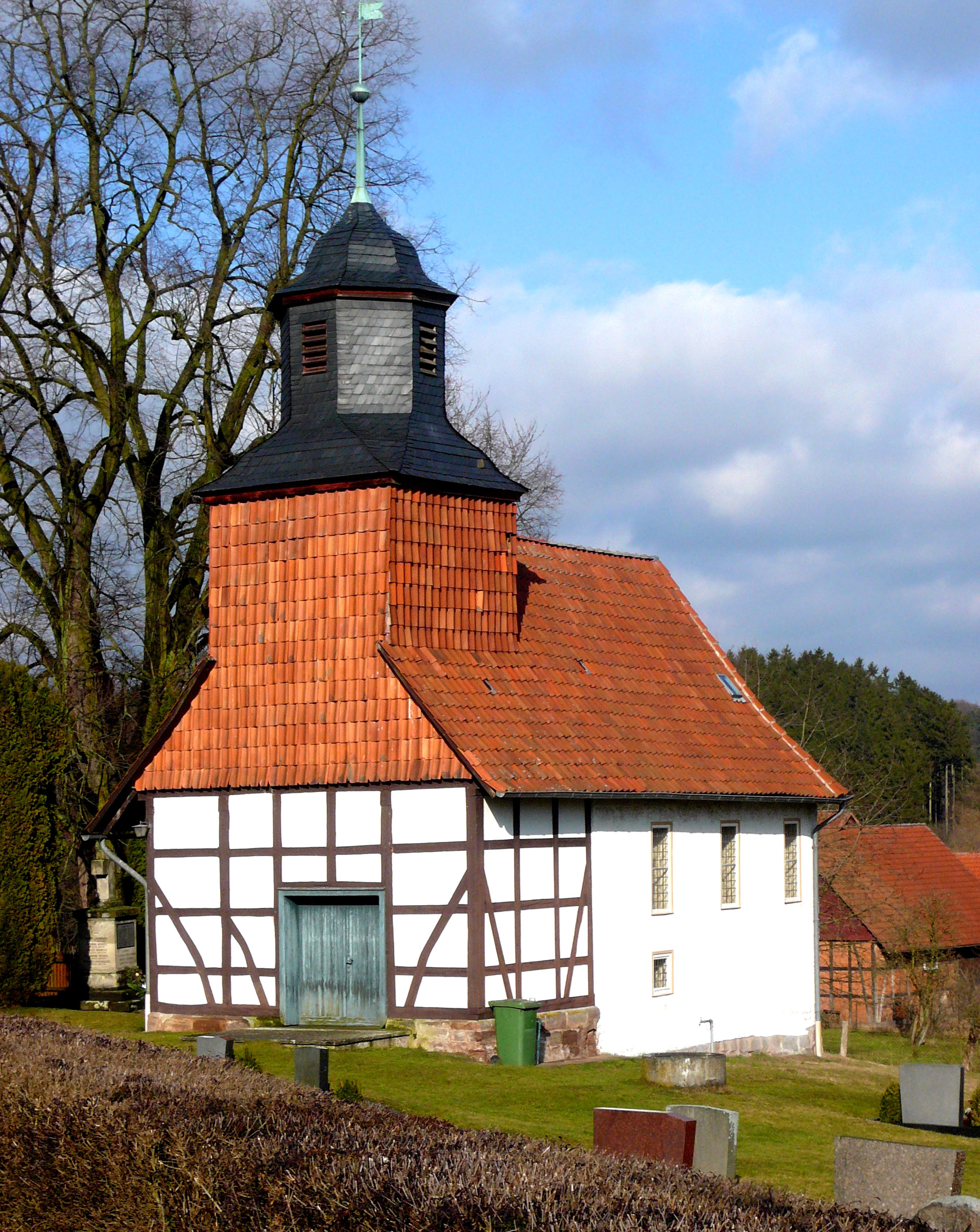
Dorfkirche Ludolfshausen

### Kirche
Die kleine Dorfkirche liegt am südwestlichen Ortsrand inmitten des Friedhofs. Sie wurde 1562 erbaut, andere Quellen geben die zweite Hälfte des 17. Jahrhunderts an. Die schlichte Saalkirche in Fachwerkbauweise unter im Osten abgewalmtem Satteldach besitzt über der westlichen Front einen mit Ziegeln und Schiefer behängten Turm. Die Außenwände wurden 1958/59 großenteils durch hell verputzte Massivwände ersetzt.